# 김행 (1959년)
김행(金杏, 1959년 4월 5일~)은 대한민국의 언론인이다. 전두환 정부 시절, 집권 여당 민주정의당이 산하에 설립한 여론조사 기관인 한국사회개발연구소에서 10년 정도 근무하였고 박근혜정부에서 대통령 비서실 대변인과 한국양성평등교육진흥원의 원장직을 역임하였다.

## 생애
여론조사 전문가 및 언론인으로 활동하였다. 이후 윤창중 청와대 대변인이 성추문으로 경질당하며 그 후임으로 임명되었다. 청와대 대변인 이후 한국양성평등교육진흥원 원장으로 활동하다가, 윤석열 정부 출범 이후 국민의힘 비대위원으로 임명되었다. 2023년 9월 13일, 김현숙 여성가족부 장관의 후임으로 내정되었다. 2023년 10월 12일 여성가족부 장관 후보자에서 자진사퇴하였다.

## 학력
- 서울미동초등학교 졸업
- 명지중학교 졸업
- 홍익대학교사범대학부속여자고등학교 졸업
- 연세대학교 식품영양학 학사
- 연세대학교 사회학 석사
- 연세대학교, 서강대학교 대학원 사회학 박사 수료

## 경력
- 1984년~1994년: 전두환 정권 여당 민주정의당 산하 여론조사 기관 '한국사회개발 연구소' 근무
- 1994년: 중앙일보 여론조사 전문기자
- 2001년: 디인포메이션 대표이사
- 2002년: 국민통합21 대변인, 기획본부장
- 2003년: 청주대학교 사회학부 겸임교수
- 2006년: 서강대학교 사회학과 전임강사
- 2007년: 연세대학교 사회학과 특임강사
- 2008년: 홍익대학교 국제교양학부 특임강사
- 2013년 3월~2013년 12월: 대한민국 대통령비서실 청와대 대변인
- 2014년 2월~2015년 11월: 제6대 한국양성평등교육진흥원 원장
- 2022년 3월~2022년 5월: 국민의힘 공천관리위원회 위원
- 2022년 9월~2023년 3월: 국민의힘 비상대책위원
- 2023년 9월: 여성가족부 장관 후보자
- 2024년 3월: 대한민국 제22대 국회 국민의힘 비례대표 후보